# Walter of Kirkham
Walter of Kirkham († 9. August 1260 in Howden) war ein englischer Geistlicher und Beamter. Ab 1249 war er Bischof von Durham.

## Herkunft und Aufstieg zum Bischof
Walter of Kirkham stammte möglicherweise aus Kirkham in Yorkshire. Anfang 1224 wird er als Beamter der Wardrobe, der Finanzabteilung des königlichen Haushalts erstmals erwähnt. Möglicherweise war er in Schützling von Hubert de Burgh, dem mächtigen Justiciar während der Minderjährigkeit von König Heinrich III. Für seine Tätigkeit als Beamter erhielt er wie andere Beamte zu der Zeit eine Reihe von geistlichen Pfründen. 1226 wurde er Dekan der königlichen Eigenkirche in Penkridge, dieses Amt gab er wenig später auf, als er Dekan der Kirche St Mary in Shrewsbury wurde. 1227 wurde er Pfarrer von Rudby in Yorkshire. 1229 wurde er Dekan der königlichen Eigenkirche St Martin's-le-Grand in London. Wenig später wurde ihm zur lebenslangen Nutzung das königliche Gut von Newport in Essex übertragen, das schon wesentlich zu den Einkünften des Dekans von St Martin's-le-Grand beitrug. Kurz vor dem Sturz von de Burgh schied Kirkham im August 1231 aus dem königlichen Haushalt aus, kehrte aber spätestens im Mai 1234 wieder an den Königshof zurück. Bis Oktober 1236 übernahm er wieder das Amt eines Revisors, in dieser Zeit fanden wichtige Verwaltungsreformen am Königshof statt. Für seine Dienste wurde er mit weiteren Pfründen belohnt. Vor 1232 wurde er Kanoniker am York Minster, dazu 1235 Kanoniker in Lincoln und Chichester. 1244 wurde er Dekan von York Minster. Nach dem Amtsverzicht von Bischof Nicholas Farnham von Durham wurde er am 21. April 1249 zum Bischof der Diözese Durham gewählt, obwohl Heinrich III. versucht hatte, seinen Halbbruder Aymer de Lusignan zum Bischof dieser Diözese wählen zu lassen. Am 20. Oktober 1249 wurden ihm die Temporalien der Diözese Durham übergeben. Am 5. Dezember 1249 wurde er in York von Erzbischof Walter de Gray zum Bischof geweiht.

## Tätigkeit als Bischof
Zusammen mit dem Prior von Durham versuchte Kirkham Papst Innozenz IV. zu überzeugen, die großzügige Pensionsregelung für seinen Amtsvorgänger Farnham zu ändern. Nach dieser Regelung standen Farnham bis zu seinem Tod ein Drittel der Einkünfte der Bischöfe von Durham zu. Die Bemühungen von Kirkham blieben aber erfolglos, so dass er bis zum Tod seines Vorgängers 1257 auf einen erheblichen Teil seiner Einkünfte verzichten musste. Dazu bestätigte Kirkham die Schenkungen von Farnham an die Mönche des Kathedralpriorats. Er selbst schenkte ihnen einen Teil eines Waldes am Rand der Penninen bei Muggleswick. Als die Diözese Carlisle nach dem Tod von Bischof Silvester of Everdon 1254 vakant wurde, beanspruchte Kirkham die Einkünfte von Kirchen des Bischofs von Carlisle, die im Gebiet der Diözese Durham lagen. Er vertrat seinen Anspruch hartnäckig vor Gericht, bis dieser kurz vor seinem Tod stattgegeben wurde. Hierfür musste er aber eine Gebühr von 1000 Mark zahlen. Mit dem Magnaten John de Balliol führte Kirkham einen Streit über Vasallendienste im Wappentake Sadberge. Der Streit wurde zu einer Fehde, als Balliol dem Bischof auflauerte und vier seiner Diener gefangen nahm. In dem Streit konnte sich Kirkham schließlich durchsetzen. Er bewegte Balliol zur Zahlung einer Buße zugunsten armer Studenten in Oxford, was als Grundstock für das spätere Balliol College gilt. Ob Kirkham Regeln für seine Diözese erließ, ist unbekannt. Die ihm ursprünglich zugeschriebenen Regeln hatte wohl schon sein Vorgänger Farnham aufgestellt.
Nach unterschiedlichen Angaben wurden Kirkham oder Bischof Peter D’Aigueblanche von Hereford 1255 vom König im Rahmen des Sizilianisches Abenteuers nach Rom gesandt. Dabei soll er einen Blankoscheck erhalten haben, mit dem er die Einkünfte der Kirche in England für 9000 Mark an Kaufleute aus Siena verpfändete. Aufgrund seiner Nachbarschaft zu Schottland war Kirkham sicher Mitglied von Gesandtschaften, als sich englische König während der Minderjährigkeit des schottischen Königs Alexander III.  bis 1257 mehrfach in die schottische Politik einmischte. Als sich gegen die Politik des Königs 1258 eine Adelsopposition bildete und die Anerkennung der Provisions of Oxford durchsetzte, billigte Kirkham diese stillschweigend. In diesem Jahr hatte Kirkham selbst einen Streit mit Heinrich III. und weigerte sich deshalb, am Königshof zu erscheinen. Dazu richtete Simon de Montfort, einer der Führer der Adelsopposition, 1258 seinen Haushalt im Londoner Stadtpalast von Kirkham ein. Am Landungssteg des Palastes an der Themse fand das bekannte Treffen zwischen Montfort und dem König statt, bei dem der König gestand, dass er vor Montfort mehr Angst habe als vor einem Gewitter. Zu dieser Zeit war Kirkham aber bereits ein alter, gebrechlicher Mann. Er starb auf dem bischöflichen Gut von Howden in Yorkshire und wurde acht Tage nach seinem Tod am 17. August 1260 im Kapitelhaus der Kathedrale von Durham beigesetzt.